# Soartă
Soarta este un  termen care poate avea mai multe înțelesuri, ca de exemplu o putere personificată care se referă la o putere supranaturală care poate hotărî destinul și care trebuie acceptat de un muritor de rând, neputând fi schimbat. Destinul este un curs predeterminat al evenimentelor. Acesta poate fi conceput ca viitor predeterminat, fie în general fie al unei persoane.
Expresiile uzuale precum lovit de soartă, aceasta este soarta mea sau asta i-a fost lui scris se confundă frecvent cu termenul de noroc sau ghinion. În limbaj uzual, soartă înseamnă situație sau  concurs de împrejurări existente la un moment dat.
Deja în antichitate în mitologia greacă au fost moire, ursitoare care decideau soarta oamenilor, în mitologia nordică erau nornele sau karma o concepție spirituală asiatică, (hinduism, budhism, janism) unde se crede la fel în destin care este influențat de faptele respectivului, care va plăti sau va fi răsplătit pentru faptele sale, dacă nu acum, atunci după reîncarnarea lui.
Majoritatea religiilor creștine cred în predestinație, că soarta ar fi hotărâtă dinainte de Dumnezeu. Totuși unele religii creștine cum ar fi Martorii lui Iehova nu cred asta.
Poziția oamenilor față de soartă este diferită ca de exemplu:
- în cazul fatalismului cei care se lasă în voia sorții fără a întreprinde nimic pentru schimbarea ei
- cei care cred și în sine însuși dar și în ajutorul divin vezi versurile:

„Nu te îndoi niciodată
Puternic tu te arată
Ridică brațele spre cer creștine
Căci Dumnezeu este cu tine”— Goethe
- cei care cred că voința lor proprie este cea care decide destinul (voluntarismul).